# Bathytasmania insolita
Bathytasmania insolita är en ringmaskart som beskrevs av Levenstein 1982. Bathytasmania insolita ingår i släktet Bathytasmania och familjen Polynoidae. Inga underarter finns listade i Catalogue of Life.